# Жила В'ячеслав В'ячеславович
В'ячеслав В'ячеславович Жила (творче псевдо «Слава Жила»; нар. 4 квітня 1986, м. Чернігів, УРСР) — театральний продюсер, режисер. Директор-художній керівник Київського академічного театру «Актор» (2017–2021), Київського академічного театру юного глядача на Липках (2021–2023). Лавреат театральної премії «Київська пектораль» (2021), Заслужений діяч мистецтв України (2021).

## Життєпис

### Родина
Народився у Чернігові в родині актора та режисера, заслуженого діяча мистецтв України В'ячеслава Миколайовича Жили. Мати — Олександра Євгенівна Жила, заступник директора Тернопільського академічного обласного драматічного театру ім. Тараса Шевченка. Молодший брат — Олександр Жила — актор театру та кіно.
Дитинство провів у Тернополі. Переїхав до Києва зі вступом до університету.
Одружений. Виховує двох дітей: сина (2011) та доньку (2019).

### Освіта
Має чотири вищі освіти.
2008 року здобув спеціальність «Театральне мистецтво» у Київському університеті театру, кіно і телебачення ім. Івана Карпенка-Карого. 2016-го закінчив Київський університет права НАН України за спеціальністю «Правознавство». Диплом фахівця з ділового та державного адміністрування отримав 2017-го у Міжнародному інституті менеджменту (МІМ-Київ). Київський університет культури закінчив 2022-го за спеціальністю «Сценічне мистецтво».
Був слухачем програми Української школи політичних студій у 2018-2019 роках, семінару «Цінності та суспільство» київського Інституту Аспена 2018 року та чеського «Aspen Seminar Liblice» 2021-го.

## Робота у театрі
Розпочав кар'єру будучи студентом другого курсу у  Національному академічному драматичному театрі ім. Лесі Українки, де з часом став заступником начальника служби організації та обслуговування глядачів. Працював у театрі протягом п'яти років із 2005 до 2009. 

У 2009-2013 роках був заступником директора концертного агентства «Прем'єра», 2013 року спільно з партнерами заснував агентство RB Group. 

У 2009-2013 роках був за сумісництвом керівником театрального гуртка та юрисконсультантом у Будинку офіцерів. 

2016 року заснував театральну школу Supertask.

2017 року В'ячеслава Жилу було призначено директором-художнім керівником театру «Актор», який він очолював до 2021 року і який за час його керівництва отримав статус академічного. 

У 2021 році отримав звання заслуженого діяча мистецтв України, також відзначений театральною премією Київська пектораль. Того ж року виграв конкурс на посаду директора-художнього керівника Київського академічного театру юного глядача на Липках, де працював до 2023 року. 

Паралельно займається продюсерською і режисерською діяльністю. 

 «Я народився у театрі за кулісами, я б так це назвав. І це моє середовище, мій кисень, енергія, завдяки якій я живу. Я завжди у театрі та не уявляю себе без нього. І це вже не хобі й не професія – це мій стиль життя».

### Київський академічний театр «Актор»
На посаду директора-художнього керівника Київський театру «Актор» було обрано на відкритому конкурсі комісією департаменту культури КМДА у травні 2017 року. У своїй програмі Жила озвучив кілька завдань, серед яких набуття театром чітких рис репертуарного (три-п’ять прем’єр за сезон), переведення квиткового господарства на електронну систему, запрошення до нових постановок відомих режисерів тощо.
За період п'ятирічної керівної каденції, театр повністю оновив репертуар. Лише за перший місяць роботи під керівництвом Слави Жили, «Актор» випустив чотири прем'єрні вистави: «Ведмідь» і «Освідчення» за Антоном Чеховим, «Бійцівський клуб» за романом Чака Паланіка, «Здрастуйте, я ваша тітонька» за Брендоном Томасом та «Двоє на гойдалці» Вільяма Гібсона. Згодом в репертуарі з'являються вистави «Дім, де переночував бог» за Жуаном Фіґейреду, «Приємна несподіванка» за Джорджом Байроном, «Мегери» за Доном Нігро, «Сім розгніваних джентльменів» Джона Стерджеса за мотивами «Семи самураїв» Акіри Куросави та інші. До співпраці із театром були запрошені народні артисти України Ада Роговцева, Олексій Вертинський, Лариса Руснак, Людмила Смородина, Анатолій Гнатюк та актори провідних київських театрів. Залучення молодої аудиторії відбувалося шляхом використання нових засобів комунікації. У театрі було проведено ребрендинг та ремонт глядацької зали.
У липні 2019-го театр «Актор» отримав статус академічного.

### Київський академічний театр юного глядача на Липках
Взяв участь та переміг у конкурсі на посаду директора-художнього керівника Київського академічного театру юного глядача на Липках. Вступив на посаду 22 вересня 2021 року. Вже 28 вересня відбувся збір трупи, під час якого Слава Жила окреслив стратегію роботи, найближчі постановки та вектор розвитку театру. Відповідно до стратегії, 75% вистав із репертуару мали бути саме для дитячої аудиторії, а 25% для сімейного перегляду, як це передбачається у дитячих театрах.
З першочергових кроків було проведено ребрендиг театру, квитки на вистави з'явилися у продажу квиткових операторів та на новому сайті театру.
За півроку роботи, до початку російського вторгнення в Україну 2022 року, театр випустив п’ять прем'єр: «Круті віражі» (реж. Артур Артименьєв), соціальну драму «Просто хочеться жити» на реальних історіях біженців (реж. Слава Жила), «Легенди Бахчисарая» за мотивами кримськотатарських казок (реж. Ахтем Сеітаблаєв, «Аутсайдери» за Джорджем Орвеллом (реж. Олег Мельничук), «Називай мене Пітер» (реж. Давид Петросян), англомовна вистава «The city was there» (реж. Алекс Боровенський). Для створення постановок залучалися партнери – «Просто хочеться жити» з'явилася за підтримки молодіжної організації «Youth integration club» та «United Nations High Commissioner for Refugees».
Після початку повномасштабного вторгнення Театр юного глядача одним із перших серед київських театрів відновлює свою роботу. Організував благодійні покази вистав для дітей у Бородянці та медичному закладі «Охматдит», запустив проєкт «Театротерапія» для дітей із особливими освітніми потребами. У репертуарі з'явилися прем'єрні вистави «Вождь червоношкірих» за О. Генрі (реж. Ірина Стежка), «Благослови звірів і дітей» за повістю Глендона Свортаута (реж. Валерія Федотова, «Люби мене не покинь» Ольги Анненко (реж. Максим Михайліченко), «Наркіс пізнає себе» до 300-річчя від дня народження Григорія Сковороди за його творами (реж. Олесь Павлютін), «Лис Микита» за творами Івана Франка (реж. Катерини Чепури). До створення афіші «Лиса Микити» вперше в Україні було залучено штучний інтелект.

## Діяльність

### Режисер
Вистава «Лускунчик та мишачий король» за твором Ернста Теодора Амадея Гофмана протягом п’яти років була хітом різдвяного сезону в театрі «Актор» [джерело?]
Прем'єра вистави «Вишневий сад» в Київському академічному театрі «Актор» відбулася 12 травня 2021 року. Роль Лопахіна виконав Віталій Ажнов, Раневська — Крістіна Синельник. Пластичне вирішення — Ольга Семьошкіна. Вистава отримала змішані відгуки критиків через некласичну постановку.
«Коротке означення для постановки Слави Жили — театр для гурманів. Споживачі «театрального поп-корну» не всі відразу зможуть зрозуміти, у чому вищий пілотаж цього спектаклю, утім він точно залишить незабутні враження»..
«Вистава «Вишневий сад» – смілива, гучна, відверта й епатажна. Не чекайте, що я додам тут «у міру», або ще якось пом’якшу свої слова, бо справді не виключаю, що в перші хвилини перегляду ви почнете нервово перевіряти квитки – чи не переплутали бодай дату і місце та раптом потрапили замість ліричної п’єси на жорсткий трилер, або, як пожартував сам режисер, – на «бал сатани».
Соціальна драма «Просто хочеться жити» заснована на реальних історіях біженців створена за підтримки молодіжної організації Youth integration club і United Nations High Commissioner for Refugees.

### Продюсер
В'ячеслав Жила розпочав продюсерську діяльність заступником директора у театральній агенції «Прем'єра» у 2009 році. У 2013 році разом з партнерами заснував театрально-концертну агенцію «RB Group». За п'ять років свого існування «RB Group» під керівництвом В'ячеслава Жили створила та реалізувала на провідних київських сценах близько 150 вистав та концертів, серед яких власні антрепризи за участі зірок українського театру, кіно і телебачення (Володимир Горянський, Олексій Вертинський, Руслана Писанка, Ольга Сумська, Антін Мухарський, Валерій Харчишин, Гарік Корогодський, Олександр Меламуд та інші). За цей час у Києві виступали Андрій Макаревич, Кріс Норман, Ден Маккаферті, Девід Нопфлер, Тім Оуенс та інші.
У 2016 році заснував театральну школу «Supertask», де акторську майстерність викладають провідні актори київських театрів і українського кінематографу. Художнім керівником студії протягом декількох років був народний артист України Олексій Вертинський, а наразі є сам В'ячеслав Жила.

## Режисерські роботи в театрі
Київський академічний театр «Актор»
- 2017 — «Лускунчик і Мишачий король» за повістю-казкою Ернста Теодора Амадея Гофмана
- 2018 — «Попелюшка»
- 2020 — гейміфікована вистава в Zoom «Містер Баттерфляй» на основі реальних подій та за сюжетом п'єси «Метод Гронхольма» Жорді Гольсерана[ca][34][35][36][37]
- 2021 — «Вишневий сад» за одноіменною п'єсою Антона Чехова

Різні театри
- 2019 — «Borjomi New Year Parade» (Київ)[38] [відсутнє в джерелі]

Київський академічний театр юного глядача на Липках
- 2021 — соціальна драма «Просто хочеться жити» авторки ідеї Дарія Косвінцева та Алі Турабі, драматургиня Софія Абдулла на реальних історіях біженців[39]

## Нагороди та визнання
- 2021 — XXIX Премія в галузі театрального мистецтва «Київська пектораль» (м. Київ) — Лавреат у номінації «Спеціальна премія» — Київський академічний театр «Актор» за пошуки нових засобів залучення глядачів до ігрової природи театру (директор-художній керівник – В’ячеслав Жила)[40]
- 2021 — Заслужений діяч мистецтв України[3]